# Roberto Franco
Roberto Franco (Biella, 6 maggio 1964) è un ex sciatore freestyle italiano, specialista del balletto.

## Biografia
In Coppa del Mondo esordì il 13 marzo 1982 a Livigno (48º), ottenne il primo podio il 29 gennaio 1988 a Inawashiro (3º) e la prima vittoria il 14 dicembre 1989 a La Plagne.
In carriera partecipò a due edizioni dei Giochi olimpici invernali, Calgary 1988 (8º nel balletto) e Albertville 1992 (7º nel balletto), nelle quali la sua specialità era disciplina dimostrativa. Prese anche parte a quattro edizioni dei Campionati mondiali, vincendo una medaglia d'argento.

## Palmarès

### Mondiali
- 1 medaglia:
  - 1 argento (balletto a Lake Placid 1991)

### Coppa del Mondo
- Miglior piazzamento in classifica generale: 7º nel 1990
- Vincitore della Coppa del Mondo di balletto nel 1990
- 21 podi:
  - 3 vittorie
  - 6 secondi posti
  - 12 terzi posti

### Coppa del Mondo - Vittorie
| Data             | Luogo      | Paese    | Disciplina |
| ---------------- | ---------- | -------- | ---------- |
| 14 dicembre 1989 | La Plagne  | Francia  | BA         |
| 9 febbraio 1990  | Inawashiro | Giappone | BA         |
| 8 dicembre 1990  | Tignes     | Francia  | BA         |

Legenda:

BA = balletto